# Head over Heels (ABBA-Lied)
Head over Heels (englisch für „Hals über Kopf“) ist ein Lied der Popgruppe ABBA aus dem Jahre 1981. Es wurde von Benny Andersson und Björn Ulvaeus geschrieben, die Lead Vocals wurden von Agnetha Fältskog übernommen. Der Song erschien erstmals im November 1981 auf der LP The Visitors, dem letzten Studioalbum der Gruppe.
Im Februar 1982 wurde es mit der B-Seite The Visitors (Crackin' Up) als Single veröffentlicht. Das Stück handelt von einer Frau, die zur Bestürzung ihres Mannes mode- und partyverrückt durch ihr Leben rauscht.

## Hintergrund und Entstehung
Kritiker behaupteten, dass der Gruppe bei Head over Heels schon langsam die Luft ausgegangen sei. Dabei waren alle „klassischen ABBA-Zutaten“ vorhanden: Eine eingängige Melodie, ein Arrangement mit raffiniertem Kontrapunkt und rhythmische Wendungen. Trotzdem strahlte das Lied eine gewisse Kälte und Gleichgültigkeit aus. Die Handlung sollte ironisch wirken, klang dann aber etwas gekünstelt.
Head over Heels war einer der ersten Songs, die auf den neuen Digitalrekordern von Polar Music aufgenommen wurden. Möglicherweise ist der fehlende Pep auf diese Geräte zurückzuführen, die den Songs oft einen trockenen und gedämpften Sound geben. Zwar hatte das Lied dieselbe Ausstrahlung wie die früheren Songs Bang-A-Boomerang und Take a Chance on Me, doch die Aufnahme wirkte wie eingefroren. Jedoch spielte sicher auch Anderssons und Ulvaeus' unentwegte Suche nach Perfektion und Kontrolle mit. Die Aufnahme begann am 2. September 1981 unter dem Arbeitstitel Tango, diverse Überarbeitungen ließen die Fertigstellung noch bis 12. November dauern.

## The Visitors (Crackin’ Up)
Dieses Lied wurde auf ABBAs gleichnamigen Album an erste Stelle der Titelliste gesetzt. Hierbei übernahm Anni-Frid Lyngstad die Leadvocals. Es beginnt mit einer düsteren Einleitung von Synthesizer-Klängen und einem Gitarren-Intro. Die dunkle Atmosphäre wird mit der ersten Textzeile betont (“I hear the door-bell ring and suddenly the panic takes me”). Der Text, den Björn Ulvaeus für The Visitors schrieb, handelt von Dissidenten in der damaligen Sowjetunion.

„Ich habe mir vorgestellt, was das für ein Gefühl sein muss, dazusitzen, auf das ominöse Klopfen zu warten und nie zu wissen, was dann passieren wird.“

Aufnahmebeginn war der 22. Oktober 1981 unter dem Arbeitstitel Den Första. In den Vereinigten Staaten diente Head over Heels als B-Seite dieser Single, die ebenfalls 1982 veröffentlicht wurde.

## Chartplatzierungen und Singles
Head over Heels wurde am 12. Dezember 1981 von Polar Music als Single herausgegeben. Das Stück stellte nach One of Us die zweite Singleauskopplung aus dem Album dar. Allerdings konnte sie sich letztendlich in keinem der skandinavischen Länder in den Charts platzieren. Im Februar und März 1982 folgten die Veröffentlichungen in Deutschland, Österreich und der Schweiz bei Polydor, sowie in Frankreich bei Vogue und in Großbritannien und den Niederlanden bei Epic. Auch in diesen Ländern fiel der Erfolg deutlich geringer aus, als bei der Vorgänger-Single.
Head over Heels wurde kommerziell gesehen ein Flop und zur erfolglosesten Single von ABBA seit 1974. In der Schweiz war sie die erste, die nicht in die Top Ten der Charts einsteigen konnte, während sie in Großbritannien gerade einmal in die Top 30 kam. Einigermaßen erfolgreich wurde die Single lediglich in Belgien (Platz 2), den Niederlanden (Platz 4), Österreich und Frankreich (Platz 10). In den USA erschien stattdessen der Song The Visitors als Single bei Atlantic, mit Head over Heels auf der B-Seite, die immerhin in die Billboard Hot 100 gelangte. Eine japanische Veröffentlichung von Head over Heels mit dem Lied Lay All Your Love On Me als B-Seite, blieb in den dortigen Charts ebenfalls erfolglos. In Mexiko erschien der Song mit No Hay A Quien Culpar, der spanischen Version von When All Is Said and Done als B-Seite bei RCA und erreichte Platz 45.